# Västra Götalands läns västra valkrets
Västra Götalands läns västra valkrets är sedan 1998 namnet på en av de 29 valkretsarna för val till riksdagen och regionen. Valkretsen består från 1 januari 2018 av kommunerna Ale, Alingsås, Härryda, Kungälv, Lerum, Lilla Edet, Mölndal, Partille, Stenungsund, Tjörn och Öckerö.
När Västra Götalands län bildades 1998 motsvarade Västra Götalands läns västra valkrets den tidigare Bohusläns valkrets, och omfattade således kommunerna Härryda, Kungälv, Lysekil, Munkedal, Mölndal, Orust, Partille, Sotenäs, Stenungsund, Strömstad, Tanum, Tjörn, Uddevalla och Öckerö. Den 1 januari 2018 ombildades valkretsarna i Västra Götalands län och kommunerna Ale, Alingsås, Lerum, Lilla Edet flyttades från Västra Götalands läns norra valkrets till Västra Götalands läns västra valkrets. Samtidigt flyttades Lysekil, Munkedal, Orust, Sotenäs, Strömstad, Tanum och Uddevalla till Västra Götalands läns norra valkrets. 
De övriga valkretsarna i Västra Götalands län är Västra Götalands läns norra valkrets, Västra Götalands läns östra valkrets, Västra Götalands läns södra valkrets och Göteborgs kommun.

## Riksdagsedamöter (ej komplett lista)

### 1998/99–2001/02
- Åsa Torstensson, c[3]
- Kenth Skårvik, fp[3] (ledig 9/11–18/12 2000)
- Åke Carnerö, kd[3]
- Rosita Runegrund, kd[3]
- Berit Adolfsson, m[3]
- Kent Olsson, m[3]
- Inger René, m[3]
- Per Lager, mp[3]
- Mona Berglund Nilsson, s[3]
- Lisbet Calner, s[3]
- Märta Johansson, s[3]
- Lennart Nilsson, s[3]
- Lars Bäckström, v[3]

### 2002/03–2005/06
- Åsa Torstensson, c[4]
- Marita Aronson, fp[4]
- Lars Tysklind, fp[4]
- Rosita Runegrund, kd[4]
- Kent Olsson, m[4]
- Inger René, m[4]
- Mona Jönsson, mp[4]
- Mona Berglund Nilsson, s[4]
- Catharina Bråkenhielm, s[4]
- Kenneth G. Forslund, s[4]
- Jan-Olof Larsson, s[4]
- Lennart Nilsson, s[4]
- Lars Bäckström, v[4]

### 2006/07–2009/10
- Åsa Torstensson, c[5]
- Lars Tysklind, fp[5]
- Rosita Runegrund, kd[5]
- Kent Olsson, m[5]
- Maria Plass, m[5]
- Inger René, m[5]
- Lars-Arne Staxäng, m[5]
- Tina Ehn, mp[5]
- Catharina Bråkenhielm, s[5]
- Birgitta Eriksson, s[5]
- Kenneth G. Forslund, s[5]
- Jan-Olof Larsson, s[5]
- Wiwi-Anne Johansson, v[5]

### 2010/11–2013/14
- Åsa Torstensson, C[6] (statsråd 4–5/10 2010)
  - Maria Kornevik Jakobsson, C (ersättare för Åsa Torstensson 4–5/10 2010)
- Lars Tysklind, FP[6]
- Roland Utbult, KD[6]
- Stefan Caplan, M[6]
- Ellen Juntti, M[6]
- Maria Plass, M[6]
- Lars-Arne Staxäng, M[6]
- Tina Ehn, MP[6]
- Catharina Bråkenhielm, S[6]
- Kenneth G. Forslund, S[6]
- Jan-Olof Larsson, S[6]
- Johnny Skalin, SD[6]
- Wiwi-Anne Johansson, V[6]

### 2014/15–2017/18
- Fredrik Christensson, C[7]
- Lars Tysklind, FP/L[7]
- Roland Utbult, KD[7]
- Ellen Juntti, M[7]
- Maria Plass, M[7]
- Lars-Arne Staxäng, M[7]
- Emma Nohrén, MP[7]
- Catharina Bråkenhielm, S[7]
- Kenneth G. Forslund, S[7]
- Jan-Olof Larsson, S[7] (2014/15–9/1 2017)
  - Petra Ekerum, S (från 10/1 2017)
- Per Klarberg, SD[7]
- Tony Wiklander, SD[7]
- Wiwi-Anne Johansson, V[7] (2014/15–31/10 2017)
  - Hamza Demir, V (från 1/11 2017)

### 2018/19–2021/22
- Annika Qarlsson, C[8]
- Roland Utbult, KD[8]
- Helena Gellerman, L[8]
- Ellen Juntti, M[8]
  - Johanna Rantsi, M (ersättare för Ellen Juntti 18/2–11/4 2019)
- Camilla Waltersson Grönvall, M[8]
- Sofia Westergren, M[8]
- Janine Alm Ericson, MP[8] (statssekreterare 5/2–30/11 2021)
  - Nicklas Attefjord, MP (ersättare för Janine Alm Ericson 5/2–30/11 2021)
- Aylin Fazelian, S[8]
  - Paula Örn, S (ersättare för Aylin Fazelian 1/7–17/12 2021)
- Kenneth G. Forslund, S[8]
- Joakim Järrebring, S[8]
- Aron Emilsson, SD[8]
- Charlotte Quensel, SD[8]
- Jessica Wetterling, V[8]

### 2022/23–2025/26
- Anders Ådahl, C[9]
- Roland Utbult, KD[9]
- Ellen Juntti, M[9]
- Johanna Rantsi, M[9]
- Camilla Waltersson Grönvall, M[9]
- Janine Alm Ericson, MP[9]
- Aylin Fazelian, S[9]
- Kenneth G. Forslund, S[9]
- Joakim Järrebring, S[9]
- Alexander Christiansson, SD[9]
- Yasmine Eriksson, SD[9]
- Rashid Farivar, SD[9]
- Jessica Wetterling, V[9]